# Vercana
Vercana település Olaszországban, Lombardia régióban, Como megyében. Lakosainak száma 744 fő (2023. január 1.). Vercana Domaso, Livo, Montemezzo, Trezzone, Gera Lario, Colico és Samolaco községekkel határos.

## Népesség
A település lakossága az elmúlt években az alábbi módon változott:
| Lakosok száma | 755  | 758  | 744  |
|               | 2017 | 2018 | 2023 |